# Nemania kauaiensis
Nemania kauaiensis är en svampart som beskrevs av J.D. Rogers & F.O. Hay 2008. Nemania kauaiensis ingår i släktet Nemania och familjen kolkärnsvampar.   Inga underarter finns listade i Catalogue of Life.